# Колібрі-золотожар
Колі́брі-золотожа́р (Aglaeactis) — рід серпокрильцеподібних птахів родини колібрієвих (Trochilidae). Представники цього роду мешкають в Андах.

## Види
Виділяють чотири види:
- Колібрі-золотожар рудоволий (Aglaeactis cupripennis)
- Колібрі-золотожар перуанський (Aglaeactis castelnaudii)
- Колібрі-золотожар пурпуровий (Aglaeactis aliciae)
- Колібрі-золотожар чорноголовий (Aglaeactis pamela)

## Етимологія
Наукова назва роду Aglaeactis походить від слова дав.-гр. αγλαια — велич, пишність.